# Rajania hastata
Rajania hastata är en enhjärtbladig växtart som beskrevs av Carl von Linné. Rajania hastata ingår i släktet Rajania och familjen Dioscoreaceae. Inga underarter finns listade i Catalogue of Life.